# Geseke
Geseke est une ville et une commune de l'arrondissement de Soest, en Rhénanie-du-Nord-Westphalie (Allemagne). Elle est située à environ 12 km au sud-est de Lippstadt et 20 km au sud-ouest de Paderborn. Pas loin de la cité, à Steinhausen, il y a un accès à l'autoroute. L'aéroport de Paderborn-Lippstadt se trouve à Büren-Ahden. La ville dispose d'un accès au réseau ferroviaire puisqu'il y a une gare au centre-ville desservie par la ligne TER Münster-Hamm-Paderborn. Il y a également des lignes de bus pour accéder aux villes et aux villages qui se trouvent autour.

## Quartiers
La ville est subdivisée en huit quartiers :
- Centre ville, 14 451 habitants[1];
- Störmede, 2 316 habitants et le plus grand district de la ville;
- Ehringhausen, au nord a 1 628 habitants;
- Langeneicke, vers l'ouest, rattaché en 2006 a 1 174 habitants;
- Mönninghausen, 841 habitants;
- Eringerfeld, avec son château baroque a 544 habitants, ancien siège d'une école fondée en 1965 qui comptait 1 200 élèves, avec internat de 400 places, mais l'établissement ferma en 1987, à la suite d'un dépôt de bilan[2];
- Bönninghausen, 105 habitants;
- Ermsinghausen, 70 habitants, ces deux derniers quartiers n'ont pas de noms de rues, les maisons sont simplement numérotés.

Ces anciennes communautés ont été incorporées en deux phases de restructuration par les lois de juillet 1974 et janvier 1975.

## Maires
1995 : Franz Holtgrewe (CDU)
2014 -         : Dr Remco van der Velden (CDU)

## Blason
Le blason actuel date de 1977, la roue provenant de l'incorporation de Störmede. Le blason précédent datant de 1902 était un manteau doté d'une croix d'argent. Le premier blason remonte à 1237 et reprenait la croix de l'électorat de Cologne, différentes versions ont existé et certaines reprenaient le symbole d'un phoque.

## Jumelage
Geseke est jumelé depuis 1978 avec Loos en France.

## Musées
Il y a deux musées :
- Art et folklore local dans la maison de Dickmann;
- Folklore et textile dans le quartier Eringerfeld.

## Personnalités liées
- Reinhard Marx, cardinal;
- Ingrid Mickler-Becker (1942-), athlète, double championne olympique ;
- Wilhelm Freiherr von Ketteler, diplomate;
- Ludwig Schupmann, architecte et astronome;

## Éducation
A Geseke, il existe 11 écoles.
Les écoles primaires :
- École primaire Alfred Delp (Alfred-Delp-Schule)
- École primaire St. Marien (Grundschule St. Marien)
- École primaire Dr Adenauer (Dr-Adenauer-Schule)
- École primaire Pankratius (Pankratiusschule) à Störmede

Les collèges et lycées (en Allemagne, on distingue Hauptschule, collège niveau de base ; Realschule, collège niveau moyen ; Sekundarschule, les deux à la fois ; Gesamtschule, correspondant au collège français ; et Gymnasium, collège niveau élevé et lycée correspondant au lycée français) :
- École de plein temps Edith Stein (Edith-Stein-Ganztagshauptschule) - Hauptschule
- École Dietrich Bonhoeffer (Dietrich-Bonhoeffer-Schule) - Realschule
- Sekundarschule Geseke - Sekundarschule
- Lycée Antonianum (Gymnasium Antonianum)

Depuis 2006, il existe un lycée privé comprenant un internat à Eringerfeld. La Sekundarschule Geseke existe depuis 2013. Il y a aussi une école de musique et une école d'infirmiers_ères.

## Églises
- St. Petri
- St. Cyriakus
- St. Marien
- St. Johannes Baptist (église abbataile)
- St. Pankratius à Störmede
- St. Barbara à Langeneicke
- St. Vitus à Mönninghausen